# کوسه شیری
کوسه شیری (نام علمی: Rhizoprionodon acutus) نام یک گونه از تیره کوسه‌ماهیان درنده است.